# Rio Bârnărel
O Rio Bârnărel é um rio da Romênia afluente do Rio Bistriţa, localizado no distrito de Suceava.